# Samsung Galaxy A33 5G
O Samsung Galaxy A33 5G é um smartphone Android desenvolvido e fabricado pela Samsung Electronics. Faz parte da série Galaxy A, que é voltada para o mercado intermediário. Em 17 de março de 2022, a Samsung realizou o evento Galaxy Unpacked, no qual apresentou três novos modelos de smartphone com tecnologia 5G: o Galaxy A33 5G, o Galaxy A53 5G e o Galaxy A73 5G.

## Especificações

### Software
O smartphone sai de fábrica com sistema operacional móvel Android 12 com a interface One UI 4.1 da Samsung.

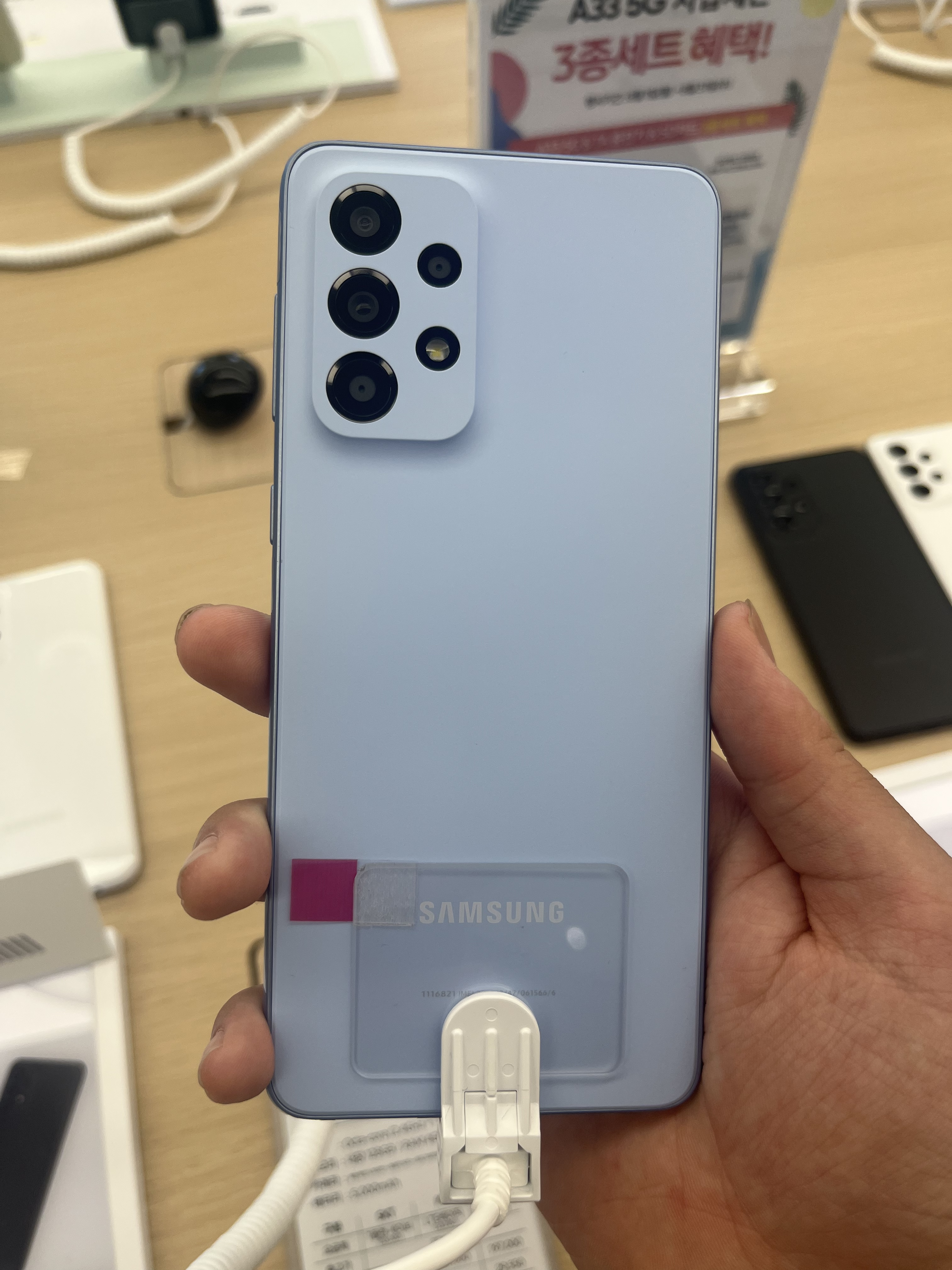
Parte traseira do Samsung Galaxy A33 5G